# 多爾吉維爾 (紐約州)
多爾吉維爾（英語：Dolgeville）是位於美國紐約州富爾頓縣及赫基默縣的村。

## 人口
根據2020年美國人口普查的數據，多爾吉維爾的面積為4.75平方千米，當中陸地面積為4.64平方千米，而水域面積為0.11平方千米。當地共有人口2042人，而人口密度為每平方千米430人。